# オフィス気象キャスター
オフィス気象キャスター株式会社（オフィスきしょうキャスター、英: Office Weathercaster Co. Ltd. ）は、気象の予報を行うため、気象業務法により気象庁長官の許可を受けた、日本の気象予報会社（予報業務許可事業者）である。本社は東京都台東区に所在。
2014年に田代大輔が設立。2019年10月にお天気キャスターの岩谷忠幸が代表取締役社長に就任。田代は気象キャスターアドバイザー（顧問）に退いた。

## 所属している気象予報士
2025年1月現在のものを基に一部加筆（並びは順不同）

### 男性
- 秋山幸輝（あきやま こうき。元青二プロダクション。2024年3月までNHK放送センター、2024年4月からKRY山口放送と専属契約。「KRY Morning Up」（ラジオ、月曜 - 木曜）、「お昼はZETTAI ラジTIME」（ラジオ、金曜）、「KRYさわやかモーニング」（テレビ、月曜 - 木曜）、「kry news every.」（テレビ、金曜）に出演。）
- 池津勝教（いけづ まさのり。村田気象予報士事務所所属[3]。同社は気象関係のマネジメントのみを「業務提携」として代行。設立前の2013年からNHK金沢放送局と専属契約）
- 伊藤宏幸（日本テレビと専属契約。気象デスク）
- 岩谷忠幸（2019年10月1日から代表取締役社長。）
- 上原諒（元tbc東北放送（2014年 - 2018年）、大手人材企業（2018年 - 2022年）、外資系IT企業（2022年 - 2024年）。2024年4月からSTV札幌テレビと専属契約。「どさんこワイド179」に出演。）
- 岡田悠（おかだ ゆう。2024年4月からNHK鹿児島放送局と専属契約。「情報WAVEかごしま」に出演。）
- 尾澤功（2017年からKBC九州朝日放送（KBCテレビ・KBCラジオ）と専属契約）
- 加藤直樹（2019年4月から2022年3月までNHK秋田放送局、2022年4月からNHK新潟放送局と専属契約。）
- 金子竜也（2020年10月から2024年3月までHTB北海道テレビ（気象デスク兼務）、2024年4月からKBC九州朝日放送（KBCテレビ・KBCラジオ）と専属契約。「KBCニュース」（テレビ、「大下容子 ワイド!スクランブル」内）、「シリタカ!」（テレビ、2024年12月まで）→ぎゅっと（2025年1月 - ）に出演。）
- くぼてんき（2019年4月1日から「ZIP!」（火曜・木曜（2022年4月以降は木曜・金曜）、日本テレビ）に出演中）
- 酒井晋一郎（UMKテレビ宮崎と専属契約）
- 佐々木敬悟
- 真治大輔（しんじ だいすけ。ABC朝日放送グループ（朝日放送テレビ（ABCテレビ）・朝日放送ラジオ（ABCラジオ））と専属契約。気象デスク兼務）
- 田代大輔（創業者。元日本気象協会。2019年9月30日まで代表取締役社長。2019年10月1日から気象キャスターアドバイザー（顧問）。NHK放送センターと専属契約。気象デスク）
- 土井邦裕（元ウェザーニューズ。2016年10月から2017年3月まで中京テレビ、2017年4月から2021年3月26日までKFB福島放送、2021年3月29日からNHK名古屋放送局と専属契約）
- 中原一徹（2024年3月までKRY山口放送、2024年4月からNHK水戸放送局と専属契約。「いば6」「いばっちゃお」などに出演。）
- 中村友祐（なかむら ゆうすけ。TNCテレビ西日本と専属契約。気象デスク）
- 福嶋アダム（2017年4月から2018年3月までABS秋田放送、2018年4月から2021年3月26日までNHK山形放送局、2021年3月29日からNHK水戸放送局と専属契約）
- 増田叡史（ますだ えいし。2023年から2025年3月までKAB熊本朝日放送と専属契約。「くまパワ!」に出演、2025年4月からHTB北海道テレビ「イチモニ!」に出演）
- 松下誠寿（まつした せいじゅ。元ドン・キホーテ。KFB福島放送と専属契約）
- 水越祐一（テレビ朝日と専属契約。「ワイド!スクランブル」に出演）
- 向笠康二郎（むかさ こうじろう。2015年4月から2021年3月26日までNHK水戸放送局、2021年3月29日からNHK放送センターと専属契約）
- 村上公平（同社は気象関係のマネジメントのみを「業務提携」として代行。2017年4月から2020年3月までHTB北海道テレビ、2020年4月から2022年3月までHAB北陸朝日放送、2022年4月からテレビ朝日と専属契約。気象デスク）
- 茂木息吹（もてぎ いぶき。2024年3月まで「オフィス気象台」に出演。2024年4月からHTB北海道テレビと専属契約。「ワイド!スクランブル内HTBお天気コーナー」（2024年4月 - 9月）、「イチモニ!」（2024年10月 - 2025年3月 月曜 - 金曜、2024年4月 - 9月までは土曜）に出演）
- 山下凌佑（やました りょうすけ。KTS鹿児島テレビと専属契約。フレンズFM・μFMにも出演。）
- 渡部圭吾（2016年4月から2018年3月までNHK山口放送局、2018年4月から静岡朝日テレビと専属契約）

### 女性
- 阿部絵里香
- 池宮城サキ（いけみやぎ サキ。「CATCHY」（QAB琉球朝日放送）に出演。）
- 伊藤えがお（2025年からKFB福島放送と専属契約）
- 伊藤理紗子（2024年3月まで伊豆急ケーブルネットワーク・かわさきFM・ラジオ福島と契約。2024年4月からNHK大分放送局と専属契約。「ぶんドキ」（2024年4月 - ）に出演。）
- 宇野日和（2021年10月からHTB北海道テレビと専属契約。2022年4月 - 「イチオシ!! 」金曜担当）
- 大波多美奈（2010年から2016年までtysテレビ山口報道記者（2013年から報道記者兼気象予報士）。2016年からTOSテレビ大分と専属契約。）
- 大森麻以（2022年から2025年3月までOBS大分放送（OBSテレビ・OBSラジオ）と専属契約、「OBSイブニングプラス」（月曜 - 金曜、OBSテレビ）に出演。2025年3月31日からNHK沖縄放送局と専属契約。）
- 岡安里美（2016年4月から2018年3月までNHK徳島放送局、2018年4月から2021年3月までNHK名古屋放送局と専属契約。）
- 上岡亜美（かみおか あみ。OAB大分朝日放送と専属契約。「じもっと!OITA」に出演。）
- 神谷亜弓（かみや あゆみ。2020年4月からNHK鹿児島放送局と専属契約。）
- 川端美朝（かわばた みさ。2023年からKBC九州朝日放送（KBCテレビ・KBCラジオ）と専属契約）
- 岸真弓（元日本気象協会九州支社。中国放送（RCCテレビ・RCCラジオ）・RKBラジオと契約）
- 熊谷琴葉（くまがい ことは。早稲田大学在学中の2022年4月から2023年3月まで「サンデーチャージ!&スポーツ」（日曜、khb東日本放送）に出演。2023年4月から2024年3月までkhb東日本放送、2024年4月からNHK長崎放送局と専属契約。「チャージ!」（2023年4月 - 2024年3月）、「ぎゅっと!長崎」（2024年4月 - ）に出演。）
- 栗原麻衣（2016年4月から2018年3月までNHK鹿児島放送局契約キャスター、2018年4月から2019年9月までNHK前橋放送局契約キャスター。2024年3月まで伊豆急ケーブルネットワーク・かわさきFMと契約。2024年4月からkhb東日本放送と専属契約。「チャージ!」（2024年4月 - ）に出演。）
- 古山圭子（こやま けいこ。同社は気象関係のマネジメントのみを「業務提携」として代行。元NHK福島放送局契約キャスター。2025年3月までTNCテレビ西日本と専属契約。2025年3月31日からUMKテレビ宮崎と専属契約。）
- 酒井美穂
- 佐竹綾（2018年4月から2020年3月までNHK徳島放送局、2020年4月から2021年3月までチバテレと専属契約。）
- 佐藤沙代子（2022年4月から2025年3月までNHK沖縄放送局と専属契約。）
- 澤麻美（さわ あさみ。2019年4月から2022年3月までTNCテレビ西日本、2022年4月から2023年3月までテレビ朝日と専属契約。2023年4月から日本テレビ・読売テレビと契約。「DayDay.」（木曜・金曜、日本テレビ）、「ウェ－クアップ」（隔週土曜、読売テレビ）に出演）
- 澤井明子（2019年4月から2022年3月までNHK高知放送局、2022年4月から日本テレビ・日テレNEWS24と専属契約。）
- 敷波美保（2021年10月からTOKYO MXと専属契約。）
- 親見麗菜（しんみ れいな。2024年3月までkhb東日本放送・かわさきFMと契約。2024年4月からNHK津放送局と専属契約。「チャージ!」（ - 2024年3月、khb東日本放送）、「サンデーチャージ!&スポーツ」（ - 2024年3月、日曜、khb東日本放送）、「まるっと!みえ」（2024年4月 - ）などに出演。）
- 千田希々花（せんだ ののか。「オフィス気象台」・伊豆急ケーブルネットワークに出演。）
- 竹下愛実（たけした めぐみ。2013年4月から2015年3月まで三重テレビ、2015年4月から2018年3月までNHK仙台放送局、2018年4月から2020年3月までチバテレと専属契約。）
- 田中優梨子（2022年からNHK甲府放送局と専属契約。「Newsかいドキ」に出演）
- 田中井優希（たなかい ゆうき。2024年5月から2025年2月28日まで大波多美奈の産休代替として「ゆ〜わくワイド&News」（TOSテレビ大分）に出演。2025年3月24日から日本海テレビと専属契約。「One」に出演）
- 中川未来（なかがわ みくる。2024年10月からHTB北海道テレビ「イチモニ!」出演）
- 長村真里（2022年4月からHAB北陸朝日放送と専属契約）
- 名倉直美（2019年からABEMAと専属契約。気象デスク）
- 長谷川麻衣（2021年3月29日からNHK山形放送局と専属契約。）
- 畑山弥保（はたやま みほ。元福島中央テレビアナウンサー。2025年3月31日からメ〜テレと専属契約。「ドデスカ+」（月曜 - 金曜16時台）に出演）
- 服部由佳（元NHK岡山放送局契約キャスター。2022年9月まで伊豆急ケーブルネットワーク、2022年10月から日テレNEWS24と専属契約。）
- 福田歩実（ふくだ あゆみ。2022年4月から2025年3月までNHK松江放送局と専属契約、「しまねっとNEWS610」に出演。2025年3月31日からNHK前橋放送局と専属契約、「ほっとぐんま630」に出演。）
- 細川栞（ウェザーニューズ所属。同社は気象関係のマネジメントのみを「業務提携」として代行。2024年7月から「報道ステーション」（テレビ朝日）に出演）
- 町田朱理（まちだ あかり。2022年から2023年3月まで「オフィス気象台」・かわさきFMに出演。2023年4月から2025年3月21日まで日本海テレビと専属契約。「おびわんっ!」（2023年4月 - 2024年3月）、「ニュースevery日本海」（2023年4月 - 2024年6月）、「One」（2024年7月 - 2025年3月21日）に出演。2025年3月31日からTNCテレビ西日本と専属契約。「報道ワイド 記者のチカラ」（2025年4月1日[4] - 、月曜 - 木曜）に出演。）
- 松下有菜（まつした ありな。2017年4月から2018年3月まで中京テレビ、2018年4月から2023年3月までKBC九州朝日放送（KBCテレビ・KBCラジオ）と専属契約。2023年4月から韓国の大学で学習している）
- 松葉三佳（ABEMAと専属契約。気象デスク）
- 森戸美唯（もりと みゆ。元子役、ウェザーマップを経て、2023年4月から2025年3月までRADIO BERRY（FM栃木）アナウンサー。2025年3月31日から「ふむふむ」（HAB北陸朝日放送）に出演。）
- 山本志織（元ライフビジネスウェザー）
- 吉田晴香（2012年4月から2018年3月までNHK仙台放送局契約キャスター。気象予報士資格取得後の2018年4月から2020年3月までNHK仙台放送局と専属契約）

## かつて所属していた気象予報士
- 米津龍一（2020年3月にウェザーマップへ移籍）